# Bouilhonnac
Bouilhonnac – miejscowość i gmina we Francji, w regionie Oksytania, w departamencie Aude. Przez miejscowość przepływa rzeka Orbiel. 
Według danych na rok 1990 gminę zamieszkiwało 181 osób, a gęstość zaludnienia wynosiła 32 osoby/km² (wśród 1545 gmin Langwedocji-Roussillon Bouilhonnac plasuje się na 727. miejscu pod względem liczby ludności, natomiast pod względem powierzchni na miejscu 980.).

## Zabytki
Zabytki w miejscowości posiadające status Monument historique:
- zamek w Bouilhonnac